# Cuora pani
Cuora pani és una espècie de tortuga de la família Geoemydidae (anteriorment Bataguridae) endèmica de la Xina. La tortuga de caixa de cap groc (Cuora aurocapitata) era considerada com una subespècie de Cuora pani.
- Cuora pani pani: Endèmica de la Xina que només es troba a la part central de les províncies xineses de Shanxi, Sichuan i Hubei (Blanck i Tang, 2005).